# Adam Pålsson
Adam Gustav Justus Pålsson (Haninge, 25 maart 1988) is een Zweeds acteur en muzikant.

## Biografie
Pålsson heeft van 2008 tot en met 2011 gestudeerd aan de Swedish National Academy of Mime and Acting in Stockholm. Naast acteur is Pålsson ook actief als zanger van de Zweedse popgroep ÅR&DAR.
Pålsson begon in 2003 met acteren in de televisieserie Vera med flera, waarna hij nog meerdere rollen speelde in televisieseries en films.

## Filmografie

### Films
Uitgezonderd korte films.
- 2024 Nova & Alice - als Sebastian
- 2024 Så länge hjärtat slår - als Fredrik Burman
- 2023 Stockholm Bloodbath - als Sten Sture
- 2021 Sagan om Karl-Bertil Jonssons julafton - als Robin Hood
- 2020 Pelle Svanslös - als Pelle Svanslös (stem)
- 2019 Barn - als
- 2019 Ted – För kärlekens skull - als Ted Gärdestad
- 2017 Triangle - als Filip
- 2015 I nöd eller lust - als Gabriel
- 2015 Gerilla - als Adam
- 2013 LasseMajas detektivbyrå - Von Broms hemlighet - als Rikard von Broms
- 2010 Himlen är oskyldigt blå - als Micke
- 2007 Ett öga rött - als Rödvinspoet
- 2005 Buss till Italien - als Ruben
- 2004 Håkan Bråkan & Josef - als Hugo

### Televisieseries
Uitgezonderd eenmalige gastrollen.
- 2024 STHLM Blackout - als Mats Viklund - 3 afl.
- 2020-2022 Avenue 5 - als Mads - 16 afl.
- 2020-2022 Young Wallander - als Kurt Wallander - 12 afl.
- 2018-2020 Helt Perfekt - als Adam - 23 afl.
- 2017-2019 Innan vi dör - als Christian - 18 afl.
- 2018 Dirigenten - als Tom Blixen - 8 afl.
- 2015-2018 The Bridge - als Emil - 7 afl.
- 2015 Boy Machine - als Adrian - 4 afl.
- 2015 Arne Dahl: Dödsmässa - als Eskil Trasteby - 2 afl.
- 2012 Torka aldrig tårar utan handskar - als Rasmus - 3 afl.
- 2003 Vera med flera - als Johan E - 5 afl.

- Bibsys: 14017777
- Gemeinsame Normdatei: 1151337625
- International Standard Name Identifier: 0000 0004 8575 8258
- Library of Congress Control Number: no2017059987
- MusicBrainz: cec66cec-2066-4d48-aa67-546ded98680c
- Nederlandse Thesaurus van Auteursnamen: 421457872
- Système universitaire de documentation: 226607208
- Virtual International Authority File: 241149066628765602534
- WorldCat: E39PBJtRGJM96wxbrccJbJhbVC